# Fernando Paternoster
Pour les articles homonymes, voir Pater Noster.
 Fernando Paternoster, né le 24 mai 1903 à Pehuajó (Argentine), mort le 6 juin 1967 à Buenos Aires (Argentine), était footballeur argentin, qui évoluait au poste de défenseur au Racing Club de Avellaneda et en équipe d'Argentine.
Paternoster n'a marqué aucun but lors de ses seize sélections avec l'équipe d'Argentine entre 1928 et 1930.

## Carrière de joueur
- 1921-1926 : Atlanta
- 1927-1932 : Racing Club
- 1936 : Argentinos Juniors

## Palmarès

### En équipe nationale
- 16 sélections et 0 but avec l'équipe d'Argentine entre 1928 et 1930.
- Vainqueur de la Copa América 1929.
- Finaliste de la Coupe du monde de football de 1930.
- Finaliste aux Jeux olympiques 1928.